# Cratere Zvereva
Zvereva  è un cratere sulla superficie di Venere. Deve il suo nome alla pioniera dell'aviazione russa Lidija Vissarionovna Zvereva (in russo Лидия Виссарионовна Зверева?).